# Sára Schmidt
Sára Schmidt (* 24. Januar 1994 in Székesfehérvár) ist eine ungarische Schauspielerin.

## Leben und Karriere
Schmidt wurde am 24. Januar 1994 in Székesfehérvár geboren. Sie besuchte die Vasvári Pál Gimnázium. Ihr Debüt gab sie 2013 in der Fernsehserie Barátok közt. Von 2013 bis 2016 studierte sie an der Magyar Színház. Anschließend war Schmidt 2015 in Egynyári kaland zu sehen.
2019 trat sie in Ízig-vérig auf. Im selben Jahr wurde sie für die Serie A tanár gecastet. Zwischen 2020 und 2023 bekam sie in Apatigris eine Hauptrolle. Außerdem setzte sie 2023 ihre Karriere in Cella – Letöltendő élet fort.

## Filmografie (Auswahl)
Serien
- 2013: Barátok közt
- 2015–2019: Egynyári kaland
- 2019: Ízig-vérig
- 2019: A tanár
- 2020–2023: Apatigris
- 2023: Cella – Letöltendő élet